# جويلوم جالين
جويلوم جالين (بالفرنسية: Guillaume Gallienne )‏ (و. 1972  م) هو ممثل هزلي، ومخرج أفلام، وكاتب سيناريو، وممثل مسرحي، وممثل أفلام، ومقدم برامج إذاعية فرنسي، ولد في نويي-سور-سين.

## مناصب
تولى منصب شريك في المسرح الوطني الفرنسي ‏.

## التعليم
تعلم في المعهد الوطني العالي للفنون الدرامية ‏، ومدرسة فلوران ‏.

## جوائز
حصل على جوائز منها:
- جائزة سيزار لأفضل ممثل (2014)
- نيشان الفنون والآداب من رتبة ضابط.

## وصلات خارجية
- جويلوم جالين على موقع IMDb (الإنجليزية)
- جويلوم جالين على موقع قاعدة بيانات الأفلام العربية
- جويلوم جالين على موقع ألو سيني (الفرنسية)
- جويلوم جالين على موقع ميوزك برينز (الإنجليزية)
- جويلوم جالين على موقع أول موفي (الإنجليزية)
- جويلوم جالين على موقع قاعدة بيانات الأفلام السويدية (السويدية)
- جويلوم جالين على موقع ديسكوغز (الإنجليزية)
- جويلوم جالين على موقع قاعدة بيانات الفيلم (الإنجليزية)
- جويلوم جالين على موقع كينوبويسك (الروسية)